# Літко Анатолій Якович
Анато́лій Я́кович Літкó (23 вересня 1935 , Городнє, Харківська область  — 27 лютого 2008 , Харків ) — український театральний режисер, заслужений діяч мистецтв України, лауреат премії імені Володимира Блавацького Національної спілки театральних діячів України.

## Життєпис
Народився 23 вересня 1935 року в селі Городнє Краснокутського району Харківської області. Навчався у Харківському театральному інституті, у 1952—1956 рр. на курсі Олеся Сердюка. Це був час, коли у інституті працювало сузір'я видатних акторів і режисерів, корифеїв українського театру, учнів і соратників геніального Леся Курбаса: І. Мар'яненко, Д. Антепович, В. Чистякова, Д. Бондаренко, Р. Черкашин, з російського театру — І. Крамов, Б. Глаголін, Б. Скибневський, О. Азімов та ін. Поряд с А. Літком навчалися яскраво обдаровані, майбутні видатні діячі театру Л. Тарабарінов, Л. Биков, О. Барсегян, Б. Прокопович, В. Кожевникова, С. Чибісова, Р. Колосова.
Як студент А. Літко відразу привернув до себе увагу викладачів внутрішньою зосередженістю, тяжінням до пошуку, аналітичним мисленням. Успішно зігравши свої перші сценічні роботи в дипломних виставах: Гнат в «Безталанній» І.Карпенко-Карого, Петько в «Останніх» М.Горького, — А. Літко отримав запрошення до Харківського театру ім. Т. Г. Шевченка, однак митець вирішив інакше: він підписав направлення до Сумського музично-драматичного театру ім. М.Сусаніна, де головний режисер О. Льдов обіцяв молодому актору «багато роботи». У Сумському театрі за півтора роки А.Літко зіграв 12 ролей, серед яких Василь «Циганка Аза», Родріго «Отелло» В.Шекспіра, Вайненен «Оптимістична трагедія» Всеволода Вишневського, та інші.
Однак у молодого актора виникає бажання піти шляхом режисера. В цей час до Сумського театру з важливою місією на чолі комісії з перевірки стану театру приїхав його вчитель Олесь Сердюк і після недовгих роздумів А. Літко приймає його пропозицію і переходить до Харківського театру ім. Т. Г. Шевченка. Зігравши ряд ролей в чергу з Л. Тарабаріновим, Л. Биковим: Валерій в «Третій патетичній» М. Погодіна, Генка в «В добрий час» В. Розова, Чоловік у «Всіма забутий» Надима Химера та ін. У той час А. Літко несподівано для себе був призначений асистентом режисера для постановки вистави «Сава Чалий» І. Карпенко-Карого. Постановник — Лесь Сердюк. Робота над цією виставою ще більше зблизила вчителя і учня і одночасно остаточно переконала в тому, що його головне призначення — режисура. Переконавшись у вмінні А. Літко працювати з акторами, в його організаційному хисті, Лесь Сердюк зараховує Анатолія Яковича педагогом-асистентом на свій випускний акторський курс, де відразу доручив йому постанову дипломної вистави «Злочин і покарання» за Ф. Достоєвським з якою він блискуче впорався. Це буввдалий початок режисерської і педагогічної діяльності. А. Літко доручають керівництво курсом робітничої молоді, де викладачем працювала народна артистка України, талановитий педагог Валентина Чистякова.
У 1960 році А. Літко переходить на постійну роботу до театрального інституту і одночасно розпочинає навчання на ІІІ курсі режисерського факультету, під керівництвом видатного режисера Б. Норда, на той час головного режисера Харківського театру ім. Т. Г. Шевченка.
Після закінчення режисерського факультету, він знову переходить на постійну роботу до театру ім. Т. Г. Шевченка і успішно здійснює постановку декількох п'єс «Украли Консула» Г.Мдівані «Людина за бортом» А. Школяра «Дружина Клода» О.Дюма (1965—1966 рр.)
У 1964 А. Литку пропонують поїхати на вищі режисерські курси до Москви. Молодий режисер стає асистентом відомого режисера Л. Варпаховського, який ставив в Малому Театрі «Оптимістичну трагедію» В. Вишневського. Після тримісясного перебування у Москві його призначають режисером Миколаївського музично-драматичного театру, який на той час був у досить занедбаному стані. Починається творчій шлях Анатолія Литка.

### Творча діяльність
На Україні якраз в 60-ті роки гостро відчувається брак нових театральних, зокрема режисерських ідей. Це було пов'язано із зміною творчих поколінь. Адже саме в цей час залишають театр зовсім або відходять від активних творчих робіт майстри режисури: М. Крушельницький, Г. Юра, Б.Тягно, Б. Норд, В. Василько, В. Силяренко, які зіграли визначну роль в розвитку національної сценічної культури. Режисери середнього покоління В. Грипич, В. Магар, працювали в основному в естетиці національного героїко — романтичного театру і були далекі від нових тенденцій в театральному мистецтві. Своє окреме місце в режисерській палітрі України займав В. Оглоблін, послідовний прихильник витонченого психологічного театру. Поступово на театральну арену виходить молоде покоління українських режисерів — «шестидесятників». Це насамперед С. Данченко, В. Опанасенко, Л.Танюк, Р. Степаненко, Г. Кононенко, Б. Головатюк, та інші. До цього покоління належить і А. Літко.

#### Миколаївський період творчості (1967—1973)

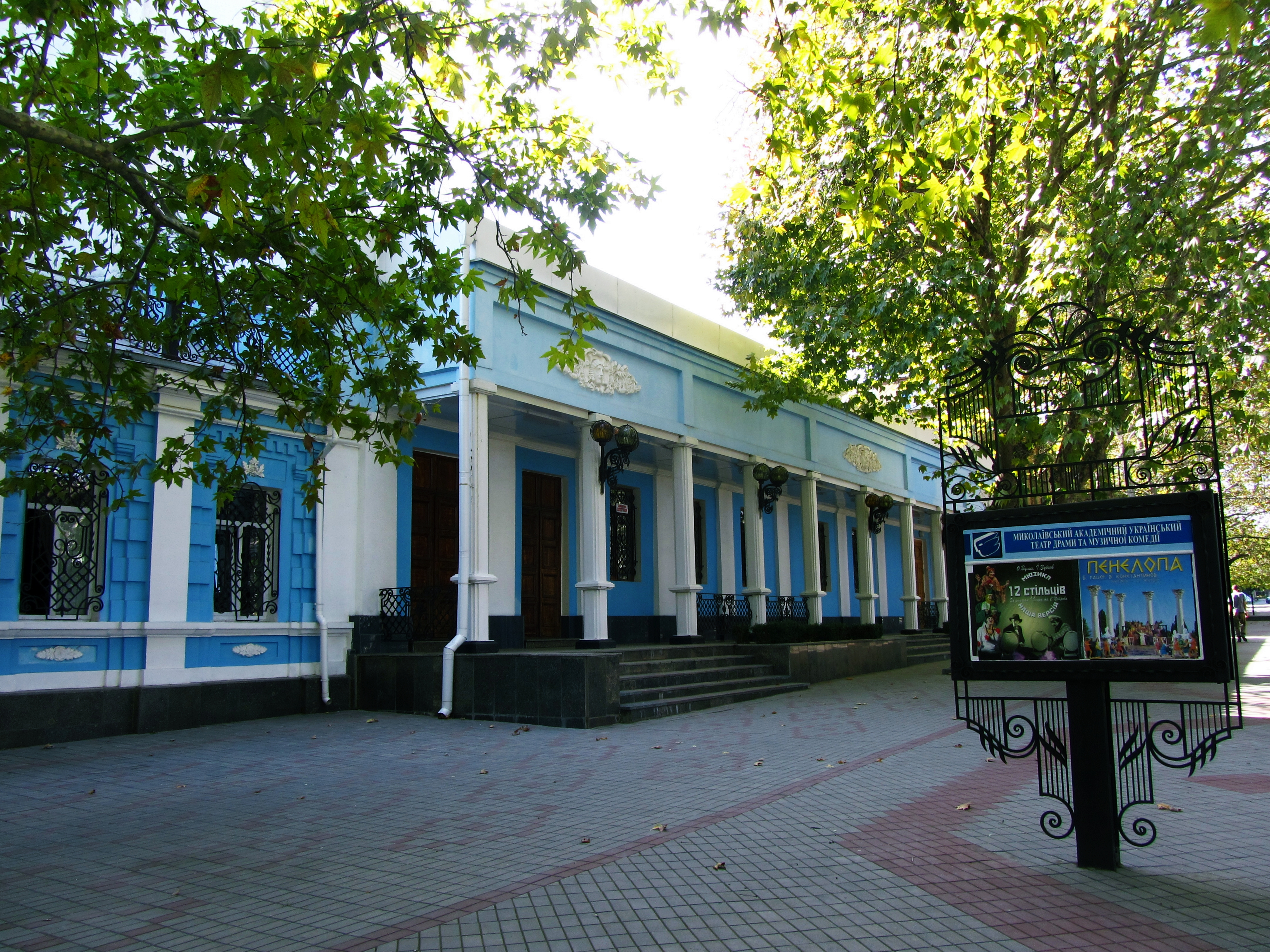
Миколаївський академічний український театр драми і музичної комедії

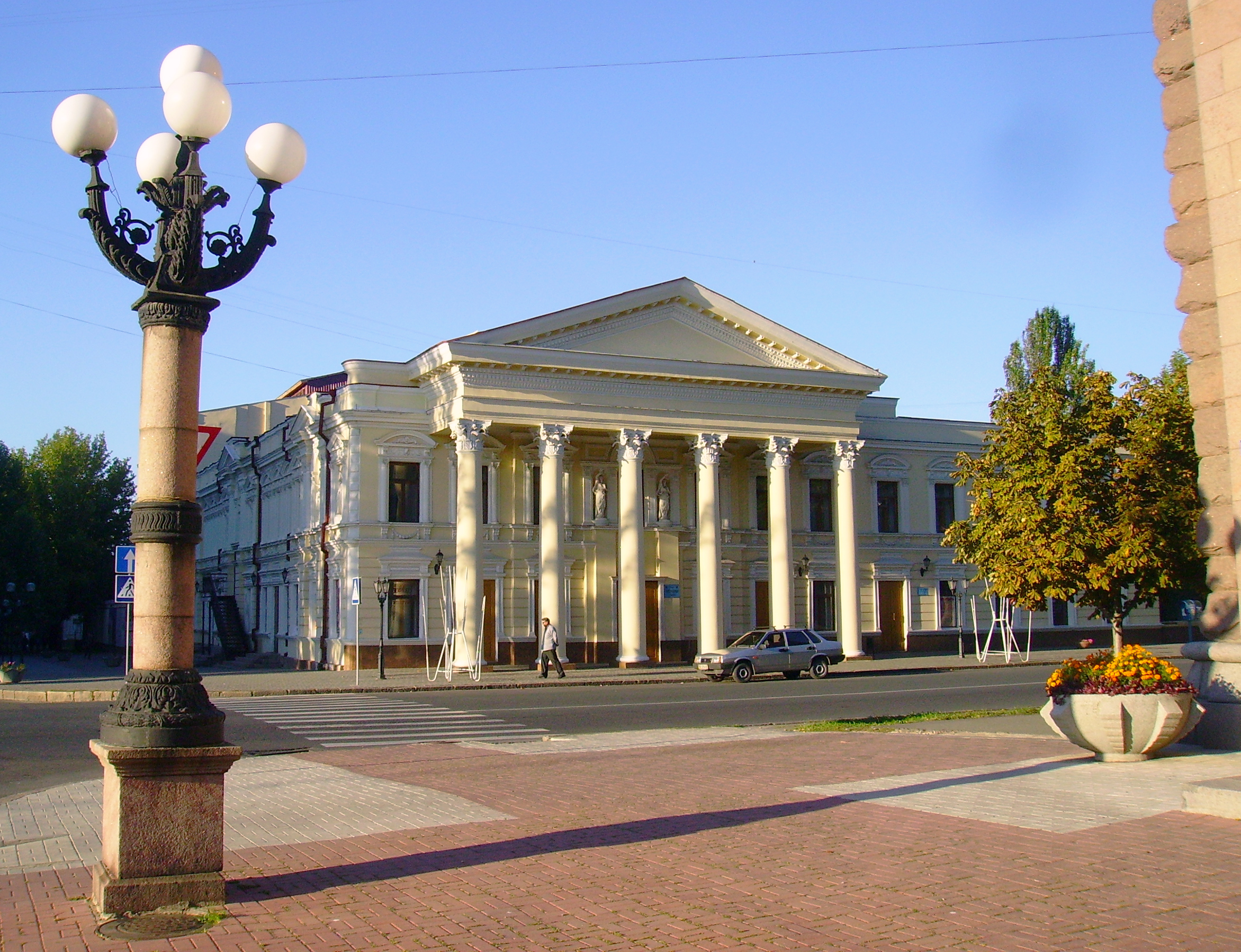
Миколаївський академічний художній драматичний театр

Анатолій Якович був призначений на посаду головного режисера Миколаївського українського музично-драматичного театру, в час так званої «відлиги» і зростання все більш жорсткого контролю за діяльністю мистецьких установ зі сторони керівних органів. Тому всі надії і сподівання молодого режисера на творчу свободу у першому власному театрі не виправдались. Він змушений був розпочати свою діяльність виставою за п'єсою надзвичайно впливового на той час І. Рачади «Коли мертві оживають». Вистава виявилась «прохідною» і особливо сліду не залишила. Наступною виставою Литка в цьому театрі стала «Партизанська іскра» за п'єсою місцевих авторів Б. Арова та М. Саєнко, яка розповідала про партизанський рух на Миколаївщини у роки війни. «Ця вистава стала етапною у творчості режисера і значною подією не лише в житті міста, але й всієї України». Переконавшись у тому, що А. Літко талановитий перспективний режисер, вмілий керівник мистецького колективу, керівництво області пропонує йому Миколаївський російський драматичний театр ім. В. Чкалова, посідаючи одночасно дві посади — головного режисера і директора. І. Давидова підкреслює, що А. Літко очолив цей театр «в складний, якщо не сказати, найважчий період життя цього колективу». Переглянувши всі 19 вистав репертуару театру, він "без жалю розлучається з тим традиційно нафталіновим мистецтвом на котурнах… яке було позбавлене особистісного начала і яке заполонило сцену театру (там само). На афіші залишилось декілька вистав — «Рюі Блаз», «Угрюм-ріка», «Марія Стюарт», «Дуель», які за своєю сценічною культурою, художнім рівнем, могли ще певний час представляти театр. Сам же новий головний режисер для свого дебюту обирає п'єсу польського К. Хоїнського «Нічна повість». Саме цією виставою вдалося отримати визнання в рамках країни — на Всесоюзному фестивалі польської драматургії перше місце було поділено між Миколаївським драматичним театром і Московським театром «Современнік». За більш ніж три роки Анатолій Літко поставив у театрі ім. Чкалова всього 7 вистав. Найбільш художньо-довершенними і принципово важливими для виявлення пріоритетних естетичних і етичних засад режисури А. Литка виявилися три з них: «Каса Маре» Й. Друце, «Солдатська вдова» М. Амкілова та «Ідіот» Ф. Достоєвського.

#### На чолі Харківського театру ім. Т.Г.Шевченка (1973—1978)

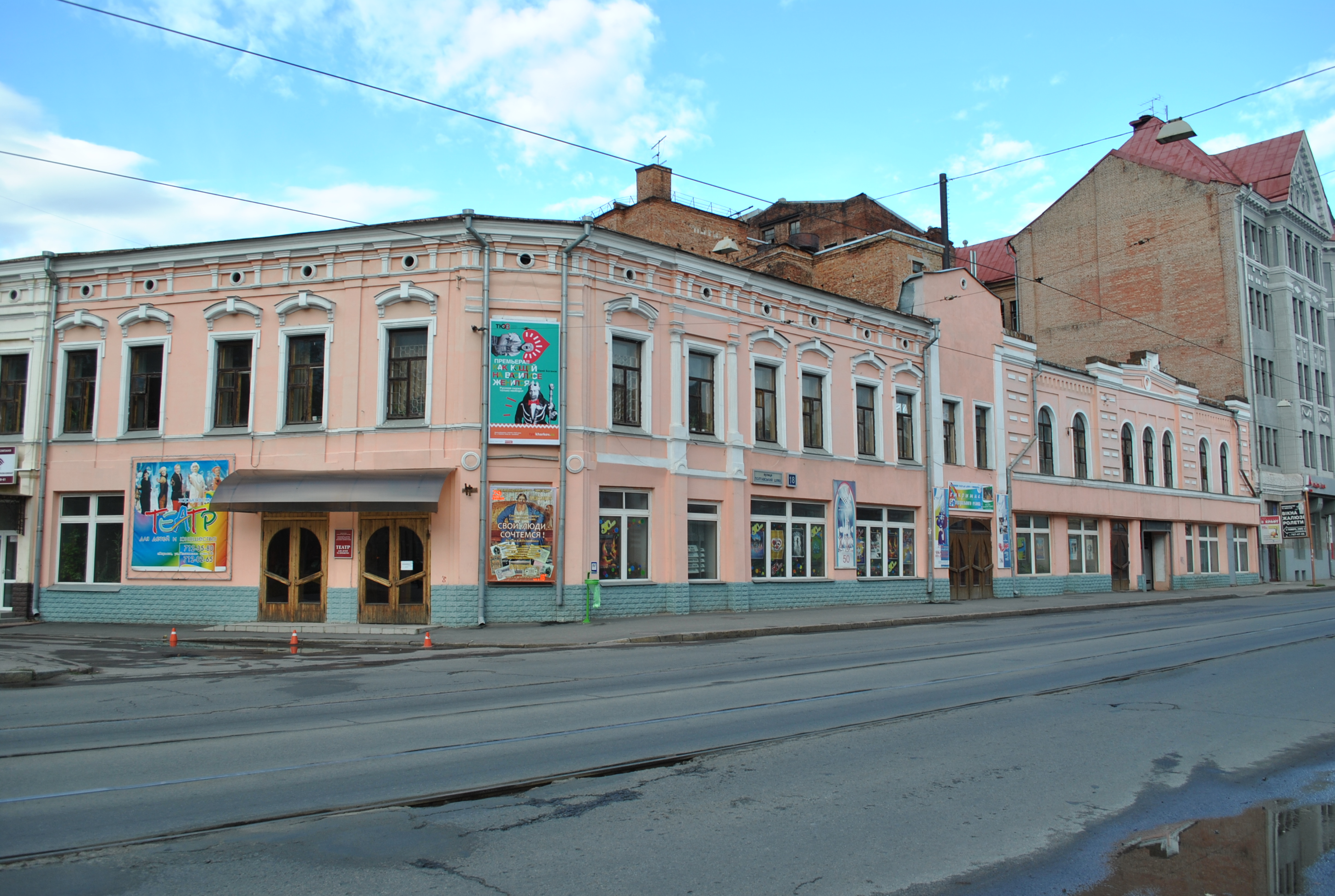
Харківський театр для дітей та юнацтва

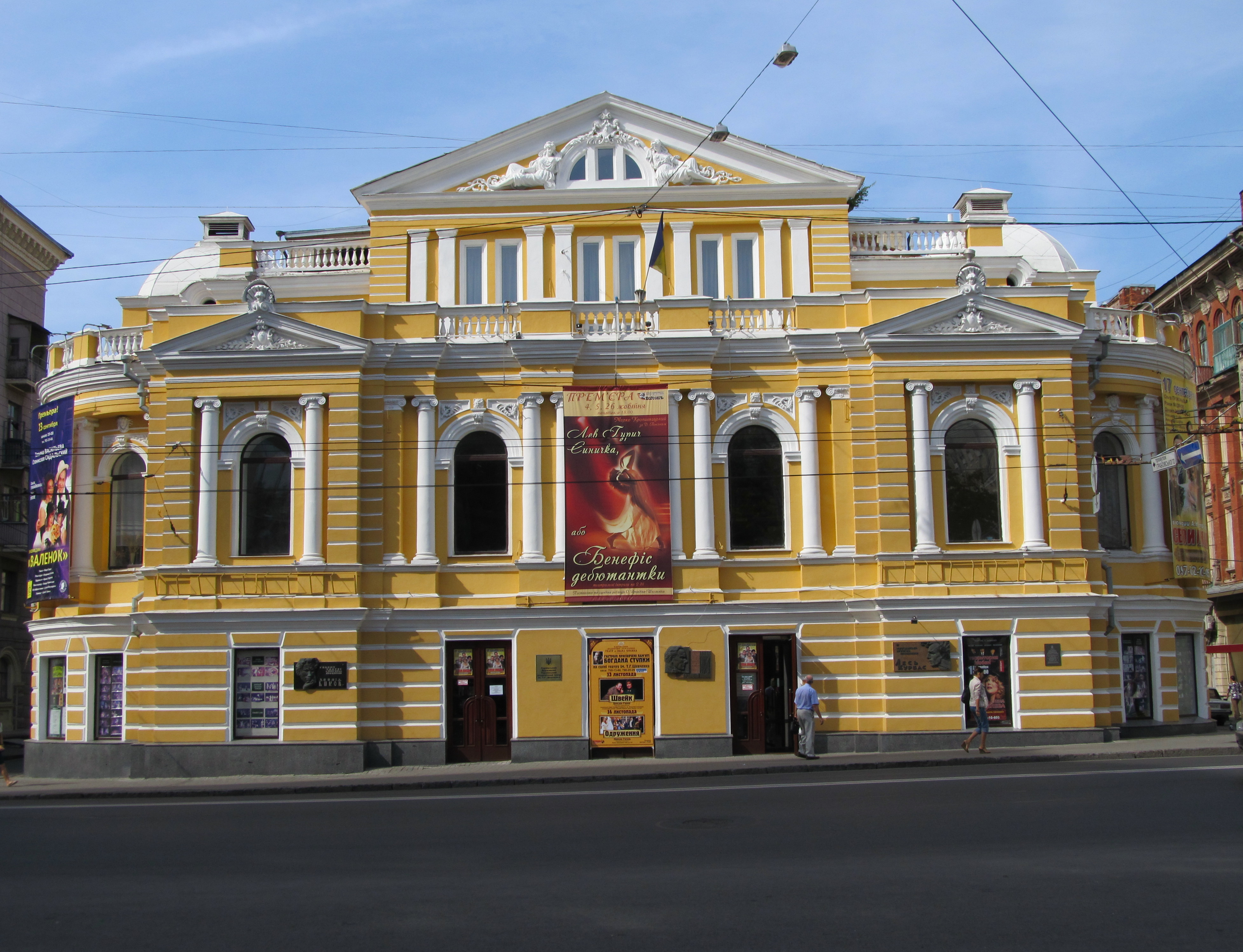
Харківський академічний український драматичний театр імені Тараса Шевченка

Повернувшись до Харкова, молодий режисер очикував призначення на посаду головного режисера театру ім. Т. Г. Шевченка. А доки довелось попрацювати на сцені Театру Юного Глядача. Збереглась рецензія на виставу «Женітьба» за М. Гоголем (1973).
70-ті роки — це історія українського театру, який переможно крокував до прірви. Хронічна усередненість театральних колективів так чи інакше сигналізувала про загальну хворобу. Сцена задихалась від фіміаму, оглухла від апофеозу. Страшним було навіть не те, що лакована театральна картина не відповідала дійсності…, але насамперед те, що потроху самі театри почали вважати своє припудрене, прикрашене зображення своїм справжнім обличчям…. Не уникнув процесу художнього усереднення і театр ім. Т. Г. Шевченка. Це позначилося як на репертуарній політиці, так і на сценічному його втіленні. Саме за таких умов до театру повертається А. Я. Літко.
У 1974 році Літко стає головним режисером Харківського академічного українського театру ім. Т. Г. Шевченка. Йому була близка героїко-романтична направленість театру, проблемність, масштабність сценічних полотен. Саме в цей період він створює найкращі свої вистави. Його постановки «Ричард ІІІ» У. Шекспіра, «Живий труп» Л.Товстого, «Не стріляйте в білих лебедів» В.Васильєва дозволяли говорити про нього як про режисера крупної проблеми, який відчуває рух і віяння годині. Вміє працювати в різних жанрах: як в класичних творах, так і у сучасних. З протоколів художньої Ради ясно, що вистави Литка в театрі Шевченка дорівнювали перевороту. У відгуках у пресі писали про режисерську винахідливість і акторську зібраність, талановитість виконання, що складали новий мистецький стиль, творчу пристрасність шевченківців за часи діяльності молодого А. Литка. У ті роки Літко розуміє український театр як частину загальноєвропейського, навіть всесвітнього театрального руху. І, виходячи з цього твердження, режисер формував творчу платформу. Дивлячись на складну архітектоніку кожної із вистав, які ставив Літко, оцінюючи їх тематичну та жанрову поліфонію, слід виявити програмне режисерське кредо всіх постановок, зокрема: по-перше, — поетичність з особливим національним колоритом (який добре виявлявся А.Літком і художниками Т.Медвідь, Т.Пасечник та І.Шуликом, драмах Б.Васильєва та І. Друце, п'єсі С. Родіонова); по-друге, — процес пошуку істини (який режисер разом з акторами намагались довести глядачеві через своє розуміння сенсу життя людини.

#### Дніпропетровський період (1979—1983)

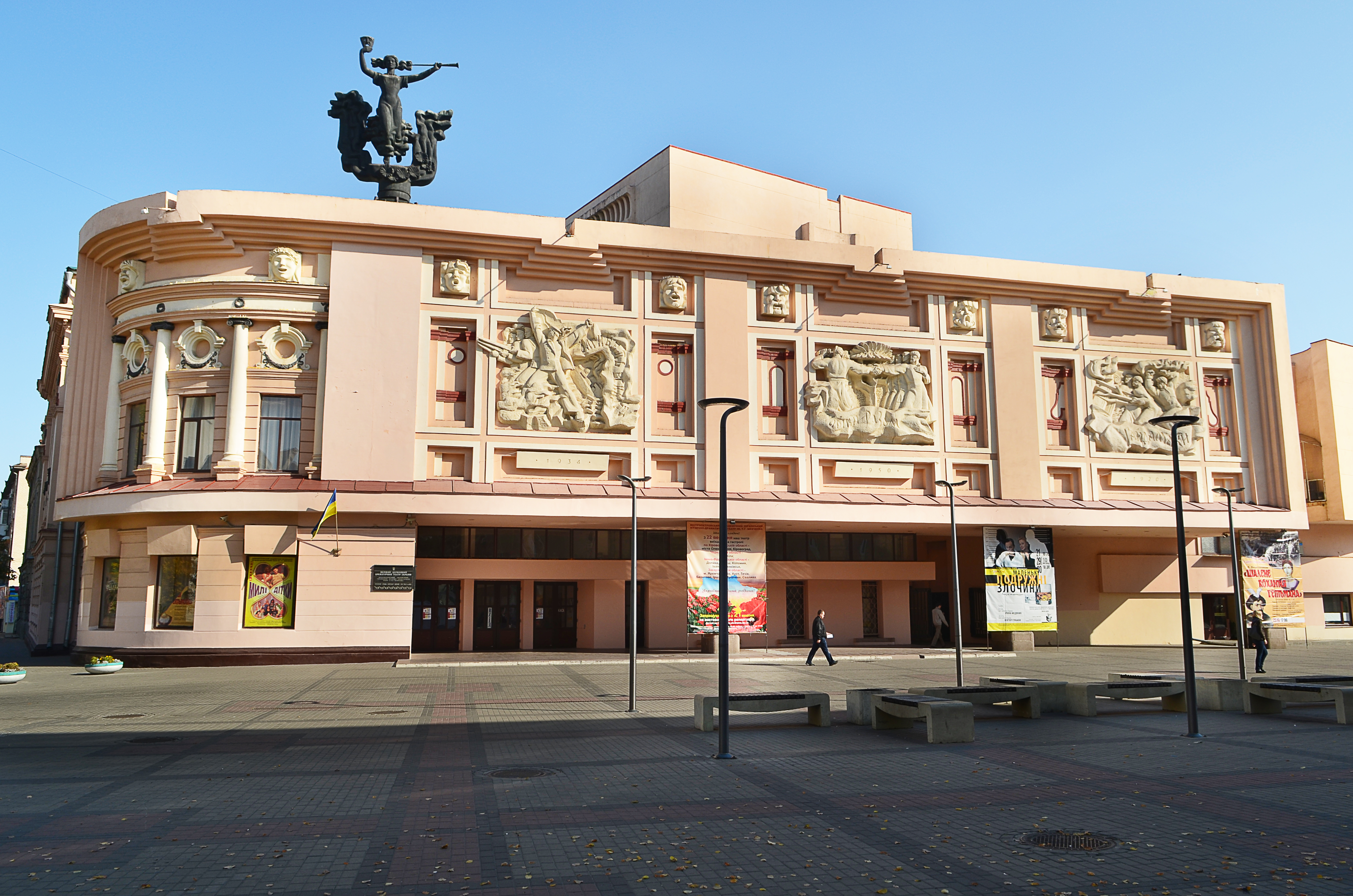
Дніпровський академічний український музично-драматичний театр імені Тараса Шевченка

У 1979 році Анатолія Яковича призначають головним режисером Дніпропетровського Українського музично-драматичного театру. Він вже був знайомий з трупою і театром: у 1975 році Літко ставив виставу за п'єсою В.Анкілова «Солдатська вдова». У 1979 році відбулася прем'єра «Не стріляйте білих лебедів». Режисер вже ставив цю п'єсу у Харківському театрі Шевченка. Саме ту виставу він вважає своєю найкращою режисерською роботою. Тому він знову вирішив звернутися до цього матеріалу. Його турбували проблеми міцних зв'язків людини і природи, проблеми збереження чистоти і краси навколишнього світу, захист і збагачення людської душі.

#### Баку. Хмельницький (1986—1987). Селістра

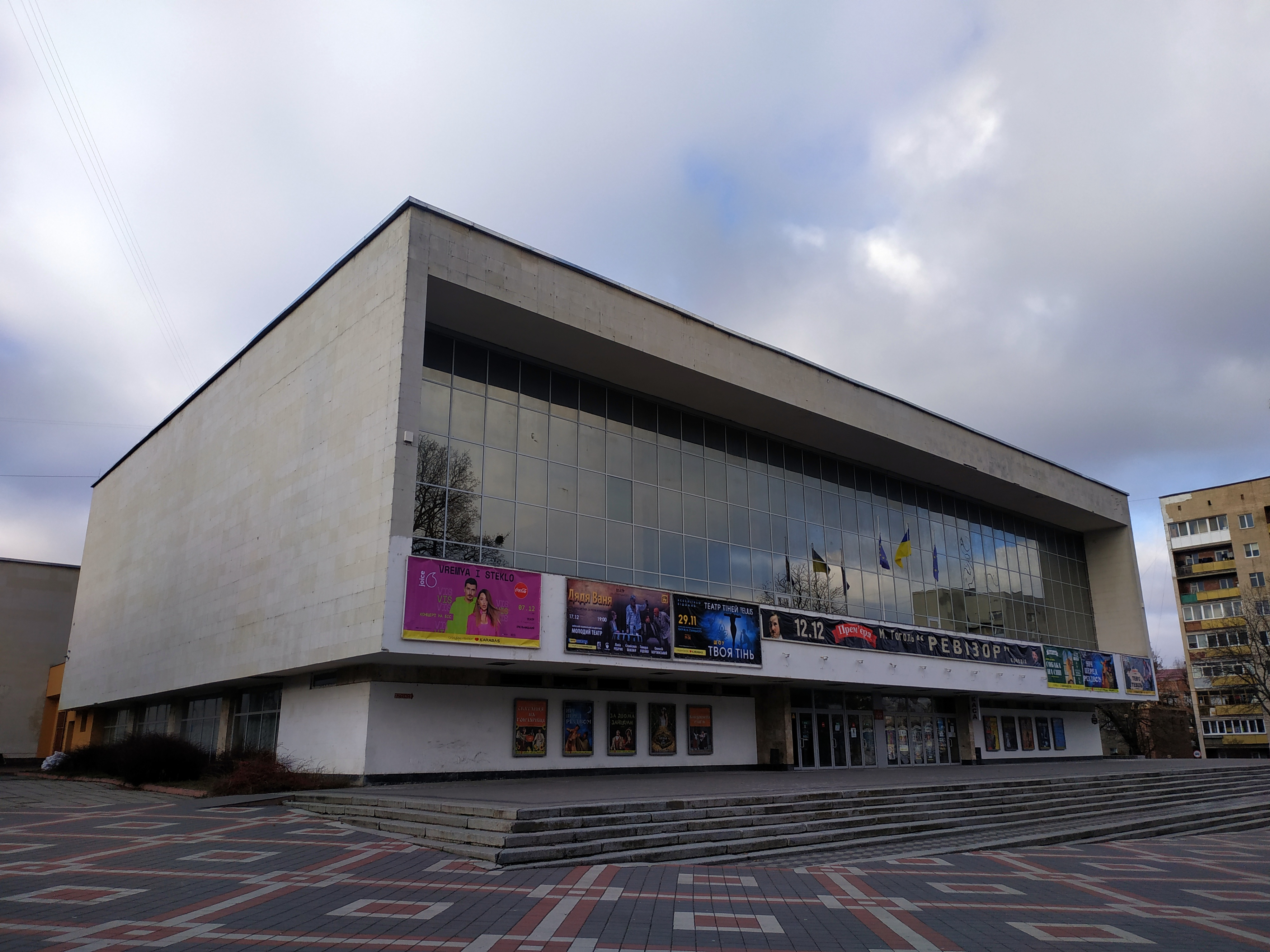
Хмельницький музично–драматичий театр імені Г. І. Петровського

1983 рік — час важких випробувань. Анатолія Яковича виключають з партії. З початку знімають з посади головного режисера, а потім зовсім звільняють з театру. Півроку творчого простою. Анатолій Якович був змушений навіть працювати таксистом. Та закінчилося все несподіваним запрошенням в місто Баку для постановки п'єси О. Дударева «Рядові». Півтора роки роботи в Бакинському театрі закінчилися поверненням на Україну: він отримує запрошення на посаду головного режисера у Хмельницький музично–драматичий театр імені Г. І. Петровського. Режисер погоджуєтся, переїзджає і одразу прямує до Болгарії де ставиь виставу «Останній відвідувач».

#### Другий Миколаївський період (1988—1993)
Після того, як Літко довів керівництву країни, що він не загубив вміння бути попереду часу, його призначають знов головним режисером до Миколаїва. У Миколаївському російському драматичному театрі імені В. П. Чкалова відбулась прем'єра вистави «Олімпійки», за п'єсою А. Галіна. Театр ім. В.Чкалова в перше в Україні звернувся до цієї гострої п'єси в жанрі трагікомедії. А. Я. Літко згадав, що «Олімпійки» було зроблено — майже за півтора місяці. Вистава, на його думку, стала найбільш успішною за час перебування його у другий приїзд в Миколаїв. Квитки перекуповували і продавали у двічі дорожче.
Той час був дуже важким для театру. Не все вдавалося. Це було зумовлено і різною школою акторів, різними підходами до акторської гри. А ще — почалася перебудова. Літко згадує: «Головним для театру тоді було вижити. Доводилося ставити замість чотирьох вистав в сезон — дев'ять. Не було часу на те, щоб підтягувати акторів до одного рівня. Були постійні виїзди в обласні центри з метою заробити гроші. А у перервах репетирували прем'єри…». Театру не щастило: загинув провідний актор Олександр Гашинський, восени 1988 року закривають велику сцену на ремонт. Але Літко знайшов можливість грати вистави. За допомогою зав. постановочним цехом В. Дікштейна, блакитне фойє переробили в малу сцену. В наслідок цього з'являється вистава, яку Літко вважає ще однією великою вдачею, — це «Гра тіней» (за пєсою Ю. Едліса). За словами І. Давидової "відбувся новий духовний злет театру. Літко представив не просто виконавців, а команду. До неї увійшли Людмила Літко, А. Вербець, Є. Сокольченко, С. Лозовенко.. У 1990 році Російський драматичний театр відкрив новий сезон прем'єрою — «Страсті за Іісусом» за мотивами Святого писання, творів М.Булгакова, Ч.Айтматова, Л.Андрєєва, А.Франса, С.Лагерлеф. П'єсу написав миколаївський письменник Анатолій Малярів. Вибір текстів з різних літературних джерел вказує на народження пост модерної естетики: він є показовим для пошуків митців останньої третини XX ст., особливо теми духовності. Режисер обирає високу в художньому відношенні драматургію. Використовуються нові засобі театральної виразності, звукова символіка (дощ, гроза, дим) та метафорична мова (шлях на голгофу, диск планети Земля, звучання духовної музики).

#### Другий Харківський період (1996—2001)
У 1996 році Литку запропонували зробити постановку у Харківському театрі імені Шевченка. Виставу, якою театр міг би відсвяткувати 75 річний ювілей. Літко обрав п'єсу «Макбет» Е. Йонеско. Вистава відбулась на початку 1997 року. Прем'єра пройшла з шумним успіхом. Літко знов примусив заговорити про себе та свою режисуру. Після шумної прем'єри, Літко запропонували очолити театр на посаді головного режисера. Він довго сумнівався повертатися чи ні, адже у Миколаєві його чекала трупа з якою він був багато років. Але все ж таки театр Шевченко був йому рідним. Це була його альма матер. А ось, що сказав про своє повернення сам Анатолій Якович: «Повертаючись, я наївно мріяв, що театр імені Шевченка залишився таким, яким був у сімдесяті роки. Тоді мені, здається, таланило. Робота над формуванням трупи і репертуару ішла напрочуд легко. За три з половиною роки театр створив чудесні вистави. З ними мі успішно гастролювали в Києві. І коли частка знов покликала міні до харківського театру я з радістю погодився. Другий початок теж був багатообіціяючим. Прем'єру „Макбет“ добре сприйняв глядач. І це закономірно, бо актори, були мені добре знайомі і матеріальне забезпечення було на належному рівні. Я не знаю, де тодішній директор театру брав гроші (вистава була досить дорогою), але нас ці проблеми не торкалися. Хоча вже тоді держава не виділяла коштів на театральні постановки. Як не дивно, але таку масштабну виставу вдалося підготувати в дуже стислий термін»
Анатолій Якович пишається тим, що ще у свій перший період перебуванні в театрі Шевченка він разом з Тетяною Медвідь відкрив малу сцену (тоді це був зал імені Заньковецької). Він вважає, що мала сцена є необхідною: саме вона є творчою лабораторією митця. Мала сцена не дозволяє брехати, вона потребує від актора щірості. Не всі актори можуть працювати на ній: її дію можна порівняти з решетом. Камерна сцена доладна сучасному глядачеві тому, що вона є більш умовною.

## Викладацька діяльність

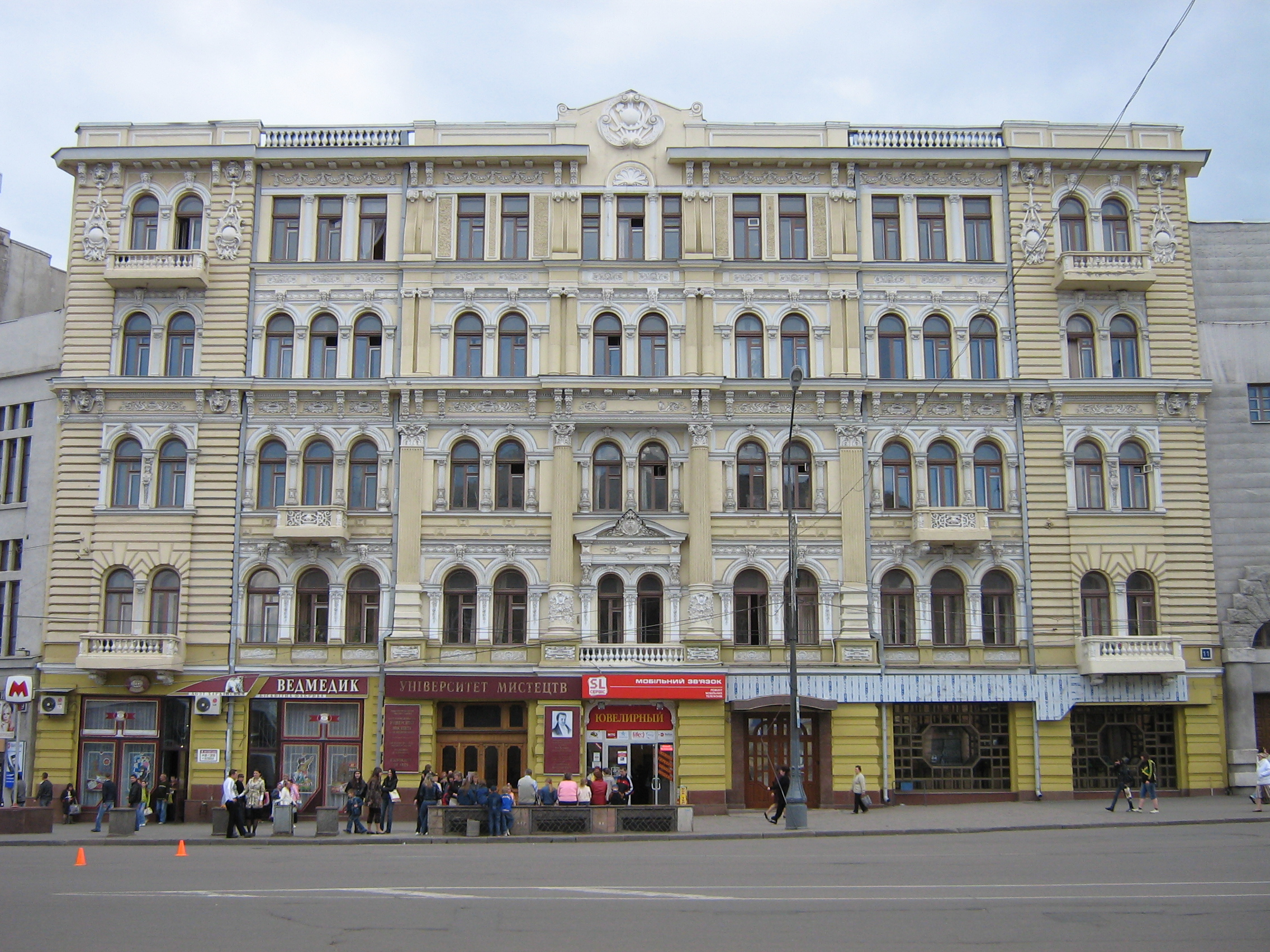
Харківський національний університет мистецтв імені Івана Котляревського

Працював у Харківському національний університет мистецтв імені Івана Котляревського (1958—1965, 1973—1978, 1997—2007): від 2002 і до 2008 — завідувач кафедри майстерності актора драматичного театру і кіно..

### Відомі учні
- Володимир Сергійович Макогонов
- Мирослава Вікторівна Філіпович
- Олександр Сергійович Шпильовий

## Особисте життя
Був одружений чотири рази на актирисах: А. Свистуноваій, Л. Платоновій, О. Копітиній та Літко Людмилі Андріївні. Анатолій Якович Літко помер 27 лютого 2008 у Харкові. Похований на 14 міському цвинтарі за адресою: місто Харків, Слобідский район, вулиця Луи Пастера, 1.

## Список поставлених вистав на сценах різних театрів

### Миколаївський обласний український музично-драматичний театр
- «Коли мертві оживають» І. Рачада
- «Партизанська іскра» Б. Аров, М. Саєнко

### Миколаївський обласний російський драматичний театр ім. В.П.Чкалова
- «Нічна повість» К. Хоїнський
- «Каса маре» І. Друце
- «Солдатська вдова» В. Анкілов
- «Третя патетична» М. Погодін
- «Гнів» Н.Троянов
- «Ідиот» Ф. Достоєвський
- «Людина зі сторони» І. Дворецький
- «Олімпійкі» А. Галін
- «Гра тіней» Ю. Едліс
- «Страсті за Ісусом» А. Маляров
- «Поминальна молитва» Г. Горін по Шолом-Алейхему
- «Жиди города Пітера» А. Стругацький, Б. Стругацький
- «Викрадення Джонні Дорсета» О. Генрі
- «Геркулес і Авгієві конюшні» Ф. Дюренмант
- «Рос непереможний» В. Ганічев, А. Маляров
- «Купую вашого чоловіка» М. Задорнов
- «Ваша сестра і полонянка» Л. Розумовські
- «Чертова мельниця» Я. Дарда, І. Шток
- «Перед західом сонця» Г. Гауптман
- «З ночі в ніч» А. Вербець
- «Шельменко Денщик» Г. Квітка-Основ'яненко
- «Божевільний день Фігаро» П. Бомарше
- «Три сестри» А. Чехов
- «А далі — тиша» В. Дельмар

### Харківський театр юного глядача
- «Женітьба» за М. Гоголем
- «Звернення до Петра» А. Літко, Л. Філіпенко

### Харківський академічний український драматичний театр ім. Т.Г.Шевченка
- «Украли консула» Г. Мдівані
- «Дружина Клода» О. Дюма
- «Людина за бортом» А. Школьник
- «Дарую тобі життя» Д. Валєєв
- «Таке довге, довге літо» М. Зарудний
- «Живий труп» Л. Толстой
- «Російські люди» К. Симонов
- «Ричард ІІІ» В. Шекспір
- «Не стріляйте білих лебедів» Б. Васильєв
- «Макбет» Е.Іонеско
- «Сьома свіча» З.Сагалов
- «Соло щасливої людини» А.Милер
- «Фортінбрас не прийде» Валерій Гитін
- «Хто Винен» або «Безталанна» І. Карпенко-Карий

### Дніпропетровський український музично-драматичний театр ім. Т.Г.Шевченка
- «Солдатська вдова» В. Анкілов
- «Не стріляйте білих лебедів» Б. Васильєв
- «Птахи нашої молодості» Й. Друце
- «Допит» С. Родіонов
- «Святий і грішний» М. Варфоломєєв
- «Безталанна» І. Карпенко-Карий
- «Оборона Буші» М. Старицький
- «Ричард ІІІ» В. Шекспір
- «Шельменко Денщик» Г. Квітка-Основ'яненко
- «Десант» А. Літко, Л. Філіпенко

### Бакінський російський драматичний театр ім. С. Вургуна
- «Рядові» О. Дударєв

### Хмельницький музично-драматичний театр ім. Г.І.Петровського
- "Хто винен… або «Безталанна» І. Карпенко — Карий.
- «Мамина хатина» О. Карпенко.
- «Провінціалки» Я. Стельмах

### Селістрінський драматичний театр ім. С. Доброплодного (Болгарія)
- «Геркулес і Авгієві конюшні» Ф. Дюренмант
- «Останній відвідувач» У. Дозорцев